# يو إف سي ليلة القتال: بلايدز ضد نغانو 2
يو إف سي ليلة القتال: بلايدز ضد نغانو 2 (بالإنجليزية: UFC Fight Night: Blaydes vs. Ngannou 2)‏ هو حدث لفنون القتال المختلطة نظمته يو إف سي، أُقيم في 24 نوفمبر 2018، على مركز ووكهسونغ الثقافي والرياضي في بكين، الصين.